# Jean Brossel
Jean Brossel (Périgueux, 15 de agosto de 1918 — Périgueux, 4 de fevereiro de 2003) foi um físico francês.
Trabalhou com física atômica e óptica quântica.
Brossel foi admitido na Escola Normal Superior de Paris (ENS) em 1938, mas antes de iniciar os estudos foi soldado durante dois anos. De 1941 a 1945 estudou na ENS com Alfred Kastler, seguindo então para estudar no grupo de Samuel Tolansky na Universidade de Manchester e até 1951 com Francis Bitter no Instituto de Tecnologia de Massachusetts (MIT). Em 1951 doutourou-se em Paris, orientado por Alfred Kastler, com uma tese sobre o Método da Ressonância Dupla, desenvolvido por ele e Kastler, para estudar o estado excitado do Mercúrio, que ele investigou no MIT. Trabalhou em seguida no Centre National de la Recherche Scientifique (CNRS). Em 1955 foi professor da Faculté des Sciences em Paris (e depois na Universidade Pierre e Marie Curie (Universidade Paris VI)) e foi também durante doze anos, de 1973 a 1985, diretor da faculdade de física da ENS. Em 1985 aposentou-se.
Brossel é conhecido por suas investigações do bombeamento óptico, em colaboração com Alfred Kastler (que foi laureado com o Nobel de Física de 1966), com quem fundou em 1951 o Laboratório de Espectroscopia da ENS (Laboratoire de Spectroscopie Hertzienne), atualmente denominado Laboratoire Kastler-Brossel. Foi seu co-diretor e após a retirada de Kastler em 1972 foi diretor.
Em sua cidade natal uma praça foi batizada com seu nome.
Recebeu em 1960 o Prêmio Holweck, concedido pelas sociedades de física inglesa e francesa alternadamente a físicos franceses e ingleses (semelhante ao Prêmio Max Born). Em 1977 tornou-se membro da Académie des Sciences, da qual recebeu o Prêmio Ampère em 1974. Em 1984 recebeu a Medalha de Ouro CNRS.